# Jugoszlávia az 1968. évi nyári olimpiai játékokon
Jugoszlávia a mexikói Mexikóvárosban megrendezett 1968. évi nyári olimpiai játékok egyik részt vevő nemzete volt. Az országot az olimpián 11 sportágban 69 sportoló képviselte, akik összesen 8 érmet szereztek.

## Érmesek
| Érem  | Versenyző | Sportág    | Versenyszám        |
| ----- | --- | ---------- | ------------------ |
| Arany | Miroslav Cerar | Torna      | Férfi lólengés     |
| Arany | Đurđica Bjedov | Úszás      | Női 100 m mell     |
| Arany | Nemzeti válogatott Ozren Bonačić Dejan Dabović Zdravko Hebel Zoran Janković Ronald Lopatni Uroš Marović Đorđe Perišić Miroslav Poljak Mirko Sandić Karlo Stipanić Ivo Trumbić                          | Vízilabda  | Férfi              |
| Ezüst | Stevan Horvat | Birkózás   | Kötöttfogás, 70 kg |
| Ezüst | Nemzeti válogatott Dragutin Čermak Krešimir Ćosić Vladimir Cvetković Ivo Daneu Radivoj Korać Zoran Marojević Nikola Plećaš Trajko Rajković Dragoslav Ražnatović Petar Skansi Damir Šolman Aljoša Žorga | Kosárlabda | Férfi              |
| Ezüst | Đurđica Bjedov | Úszás      | Női 200 m mell     |
| Bronz | Branislav Simić | Birkózás   | Kötöttfogás, 87 kg |
| Bronz | Zvonimir Vujin | Ökölvívás  | Könnyűsúly         |

## Atlétika
Férfi
| Versenyző       | Versenyszám | Döntő         | Döntő         |
| Versenyző       | Versenyszám | Idő           | Helyezés      |
| --------------- | ----------- | ------------- | ------------- |
| Nedeljko Farčić | 10 000 m    | 30:01,2       | 9.            |
| Nedeljko Farčić | Maraton     | nem ért célba | nem ért célba |

| Versenyző           | Versenyszám | Selejtező | Selejtező | Döntő    | Döntő    |
| Versenyző           | Versenyszám | Eredmény  | Helyezés  | Eredmény | Helyezés |
| ------------------- | ----------- | --------- | --------- | -------- | -------- |
| Leopold Milek       | Magasugrás  | 200 cm    | 33.*      | kiesett  | kiesett  |
| Miodrag Todosijević | Magasugrás  | 212 cm    | 7.        | 206 cm   | 13.      |

Női
| Versenyző      | Versenyszám | Előfutam | Előfutam | Előfutam | Negyeddöntő | Negyeddöntő | Negyeddöntő | Elődöntő         | Elődöntő         | Elődöntő         | Döntő   | Döntő    |
| Versenyző      | Versenyszám | Idő      | Hely.    | Össz.    | Idő         | Hely.       | Össz.       | Idő              | Hely.            | Össz.            | Idő     | Helyezés |
| -------------- | ----------- | -------- | -------- | -------- | ----------- | ----------- | ----------- | ---------------- | ---------------- | ---------------- | ------- | -------- |
| Marijana Lubej | 100 m       | 11,68    | 4.       | 19.      | 11,61       | 5.          | 20.         | kiesett          | kiesett          | kiesett          | kiesett | kiesett  |
| Marijana Lubej | 200 m       | 23,96    | 4.       | 24.      |             |             |             | kiesett          | kiesett          | kiesett          | kiesett | kiesett  |
| Marijana Lubej | 80 m gát    | 11,02    | 5.       | 20.      |             |             |             | kiesett          | kiesett          | kiesett          | kiesett | kiesett  |
| Vera Nikolić   | 800 m       | 2:05,78  | 1.       | 5.       |             |             |             | nem állt rajthoz | nem állt rajthoz | nem állt rajthoz | kiesett | kiesett  |

| Versenyző         | Versenyszám   | Selejtező | Selejtező | Döntő    | Döntő    |
| Versenyző         | Versenyszám   | Eredmény  | Helyezés  | Eredmény | Helyezés |
| ----------------- | ------------- | --------- | --------- | -------- | -------- |
| Snežana Hrepevnik | Magasugrás    | 174 cm    | 13.*      | 168 cm   | 14.      |
| Nataša Urbančič   | Gerelyhajítás |           |           | 55,42 m  | 6.       |

| Versenyző      | Versenyszám | 80 m gát | 80 m gát | Súlylökés | Súlylökés | Magasugrás | Magasugrás | Távolugrás | Távolugrás | 200 m | 200 m | Végeredmény | Végeredmény |
| Versenyző      | Versenyszám | Idő      | Pont     | Eredmény  | Pont      | Eredmény   | Pont       | Eredmény   | Pont       | Idő   | Pont  | Pont        | Helyezés    |
| -------------- | ----------- | -------- | -------- | --------- | --------- | ---------- | ---------- | ---------- | ---------- | ----- | ----- | ----------- | ----------- |
| Đurđa Fočić    | Ötpróba     | 11,13    | 1027     | 11,80 m   | 841       | 162 cm     | 965        | 590 cm     | 966        | 41,83 | 15    | 3814        | 29.         |
| Marijana Lubej | Ötpróba     | 10,94    | 1061     | 10,38 m   | 741       | 159 cm     | 934        | 601 cm     | 991        | 23,95 | 1037  | 4764        | 12.         |

* - egy másik versenyzővel azonos eredményt ért el

## Birkózás
Kötöttfogású
| Versenyző         | Versenyszám | 1. forduló                                | 2. forduló                               | 3. forduló                     | 4. forduló                   | 5. forduló              | 6. forduló             | 7. forduló                        | Döntő                                                                                                 | Helyezés    |
| Versenyző         | Versenyszám | Ellenfél Eredmény                         | Ellenfél Eredmény                        | Ellenfél Eredmény              | Ellenfél Eredmény            | Ellenfél Eredmény       | Ellenfél Eredmény      | Ellenfél Eredmény                 | Ellenfél Eredmény                                                                                     | Helyezés    |
| ----------------- | ----------- | ----------------------------------------- | ---------------------------------------- | ------------------------------ | ---------------------------- | ----------------------- | ---------------------- | --------------------------------- | --- | ----------- |
| Boško Marinko     | 52 kg       | André Gaudinot (FRA) · 1-3                | Gheorghe Stoiciu (ROU) · 2.5-2.5         | Alker Imre (HUN) · 3-1         | kiesett                      | kiesett                 |                        |                                   | kiesett                                                                                               | helyezetlen |
| Karlo Čović       | 57 kg       | Óthon Moszhídisz (GRE) · 3-1              | Risto Björlin (FIN) · 1-3                | Ivan Kocsergin (URS) · 3-1     | kiesett                      | kiesett                 | kiesett                | kiesett                           | kiesett                                                                                               | helyezetlen |
| Sreten Damjanović | 63 kg       | Kim Ikcsong (Kim Ik-Jong) (KOR) · 2.5-2.5 | Rusznyák József (HUN) · kétvállas        | Roman Rurua (URS) · kétvállas  | kiesett                      | kiesett                 | kiesett                |                                   | kiesett                                                                                               | helyezetlen |
| Stevan Horvat     | 70 kg       | Kurt Madsen (DEN) · kétvállas             | Gennady Sapunov (URS) · 3-1              | Jan Karlsson (SWE) · 1-3       | Klaus Pohl (GDR) · kétvállas | erőnyerő                | Klaus Rost (FRG) · 1-3 | Munemura Munedzsi (JPN) · 2.5-2.5 | 1. mérkőzés · Pétrosz Galaktópulosz (GRE) · 1-3 · Hozott eredmény · Munemura Munedzsi (JPN) · 2.5-2.5 |             |
| Milan Nenadić     | 78 kg       | Larry Lyden (USA) · 0.5-3.5               | Adam Ostrowski (POL) · 3-1               | Dimítriosz Szávasz (GRE) · 1-3 | Jan Kårström (SWE) · 2.5-2.5 |                         |                        |                                   | kiesett                                                                                               | helyezetlen |
| Branislav Simić   | 87 kg       | Nicolae Neguţ (ROU) · 1-3                 | Jean-Marie Chardonnens (SUI) · kétvállas | Jiří Kormaník (TCH) · 1-3      | erőnyerő                     | Lothar Metz (GDR) · 2-2 |                        |                                   | 1. mérkőzés · Valentyin Olenyik (URS) · 2-2 · Hozott eredmény · Lothar Metz (GDR) · 2-2               |             |

Szabadfogású
| Versenyző      | Versenyszám | 1. forduló                   | 2. forduló                   | 3. forduló                        | 4. forduló        | 5. forduló        | 6. forduló        | 7. forduló        | Döntő             | Helyezés    |
| Versenyző      | Versenyszám | Ellenfél Eredmény            | Ellenfél Eredmény            | Ellenfél Eredmény                 | Ellenfél Eredmény | Ellenfél Eredmény | Ellenfél Eredmény | Ellenfél Eredmény | Ellenfél Eredmény | Helyezés    |
| -------------- | ----------- | ---------------------------- | ---------------------------- | --------------------------------- | ----------------- | ----------------- | ----------------- | ----------------- | ----------------- | ----------- |
| Boris Dimovski | 52 kg       | Sudesh Kumar (IND) · 3.5-0.5 | erőnyerő                     | Richard Sanders (USA) · kétvállas | kiesett           | kiesett           | kiesett           | kiesett           | kiesett           | helyezetlen |
| Simeon Šutev   | 57 kg       | Hasan Sevinç (TUR) · 3-1     | Ivan Savov (BUL) · kétvállas | kiesett                           | kiesett           | kiesett           | kiesett           |                   | kiesett           | helyezetlen |

## Kajak-kenu
Férfi
| Versenyző                           | Versenyszám         | Előfutam | Előfutam | Előfutam | Vigaszág | Vigaszág | Vigaszág | Elődöntő | Elődöntő | Elődöntő | Döntő   | Döntő    |
| Versenyző                           | Versenyszám         | Idő      | Hely.    | Össz.    | Idő      | Hely.    | Össz.    | Idő      | Hely.    | Össz.    | Idő     | Helyezés |
| ----------------------------------- | ------------------- | -------- | -------- | -------- | -------- | -------- | -------- | -------- | -------- | -------- | ------- | -------- |
| Staniša Radmanović Zlatomir Šuvački | Kajak kettes 1000 m | 3:51,5   | 2.       | 12.      | erőnyerő | erőnyerő | erőnyerő | 3:53,60  | 4.       | 12.      | kiesett | kiesett  |

## Kerékpározás

### Országúti kerékpározás
| Versenyző                                                | Versenyszám     | Idő              | Helyezés      |
| -------------------------------------------------------- | --------------- | ---------------- | ------------- |
| Cvitko Bilić                                             | Mezőnyverseny   | 4:46:31 (+5:06)  | 25.           |
| Tanasije Kuvalja                                         | Mezőnyverseny   | nem ért célba    | nem ért célba |
| Rudi Valenčič                                            | Mezőnyverseny   | 4:48:03 (+6:37)  | 39.           |
| Cvitko Bilić Tanasije Kuvalja Franc Škerlj Rudi Valenčič | Csapat időfutam | 2:18:52 (+11:03) | 16.           |

## Kosárlabda
| Jugoszláv férfi kosárlabdacsapat-játékoskeret                                                         | Jugoszláv férfi kosárlabdacsapat-játékoskeret                                                         |
| --- | --- |
| - Dragutin Čermak - Krešimir Ćosić - Vladimir Cvetković - Ivo Daneu - Radivoj Korać - Zoran Marojević | - Nikola Plećaš - Trajko Rajković - Dragoslav Ražnatović - Petar Skansi - Damir Šolman - Aljoša Žorga |

### Eredmények
Csoportkör
A csoport
| Csapat                 | M | Gy | V | P+  | P–  | Pk   |
| ---------------------- | - | -- | - | --- | --- | ---- |
| Egyesült Államok (USA) | 7 | 7  | 0 | 599 | 392 | +207 |
| Jugoszlávia (YUG)      | 7 | 6  | 1 | 592 | 511 | +81  |
| Olaszország (ITA)      | 7 | 5  | 2 | 562 | 539 | +23  |
| Spanyolország (ESP)    | 7 | 4  | 3 | 557 | 548 | +9   |
| Puerto Rico (PUR)      | 7 | 3  | 4 | 493 | 468 | +25  |
| Panama (PAN)           | 7 | 2  | 5 | 572 | 624 | –52  |
| Fülöp-szigetek (PHI)   | 7 | 1  | 6 | 525 | 636 | –111 |
| Szenegál (SEN)         | 7 | 0  | 7 | 383 | 565 | –182 |

| 1968. október 13. | Jugoszlávia (YUG) | 96 – 85 | Panama (PAN) |  |
| 1968. október 13. | (51–45)           |         |              |  |

| 1968. október 14. | Jugoszlávia (YUG) | 93 – 72 | Puerto Rico (PUR) |  |
| 1968. október 14. | (41–32)           |         |                   |  |

| 1968. október 15. | Jugoszlávia (YUG) | 84 – 65 | Szenegál (SEN) |  |
| 1968. október 15. | (40–33)           |         |                |  |

| 1968. október 16. | Egyesült Államok (USA) | 73 – 58 | Jugoszlávia (YUG) |  |
| 1968. október 16. | (36–28)                |         |                   |  |

| 1968. október 18. | Jugoszlávia (YUG) | 80 – 69 (h. u.) | Olaszország (ITA) |  |
| 1968. október 18. | (29–29, 65–65)    |                 |                   |  |

| 1968. október 19. | Jugoszlávia (YUG) | 92 – 79 | Spanyolország (ESP) |  |
| 1968. október 19. | (52–35)           |         |                     |  |

| 1968. október 20. | Jugoszlávia (YUG) | 89 – 68 | Fülöp-szigetek (PHI) |  |
| 1968. október 20. | (46–30)           |         |                      |  |

Elődöntő
| 1968. október 22. | Jugoszlávia (YUG) | 63 – 62 | Szovjetunió (URS) |  |
| 1968. október 22. | (31–27)           |         |                   |  |

Döntő
| 1968. október 25. | Egyesült Államok (USA) | 65 – 50 | Jugoszlávia (YUG) |  |
| 1968. október 25. | (32–29)                |         |                   |  |

| Csapat            | Helyezés |
| ----------------- | -------- |
| Jugoszlávia (YUG) |          |

## Ökölvívás
| Versenyző            | Versenyszám  | Selejtező         | 32-es főtábla                | Nyolcaddöntő                 | Negyeddöntő                | Elődöntő                   | Döntő             | Helyezés |
| Versenyző            | Versenyszám  | Ellenfél Eredmény | Ellenfél Eredmény            | Ellenfél Eredmény            | Ellenfél Eredmény          | Ellenfél Eredmény          | Ellenfél Eredmény | Helyezés |
| -------------------- | ------------ | ----------------- | ---------------------------- | ---------------------------- | -------------------------- | -------------------------- | ----------------- | -------- |
| Jovan Pajković       | Pehelysúly   |                   | Reinaldo Mercado (PUR) · 5-0 | Abdel Allah (RAU) · kizárták | kiesett                    | kiesett                    | kiesett           | 9.       |
| Zvonimir Vujin       | Könnyűsúly   | erőnyerő          | Peter Rieger (GDR) · 3-2     | Valery Belousov (URS) · 5-0  | Luis Minami (PER) · 5-0    | Józef Grudzień (POL) · 0-5 | kiesett           |          |
| Ljubinko Veselinović | Kisváltósúly | erőnyerő          | Samuel Valencia (ECU) · 3-2  | Petar Stoychev (BUL) · 1-4   | kiesett                    | kiesett                    | kiesett           | 9.       |
| Mate Parlov          | Középsúly    |                   | Lahcen Ahidous (MAR) · 5-0   | Jan van Ispelen (NED) · 4-1  | Chris Finnegan (GBR) · 0-5 | kiesett                    | kiesett           | 5.       |
| Petar Miloš          | Nehézsúly    |                   |                              | Kiril Pandov (BUL) · 2-3     | kiesett                    | kiesett                    | kiesett           | 9.       |

## Sportlövészet
Nyílt
| Versenyző            | Versenyszám           | Pont | Helyezés |
| -------------------- | --------------------- | ---- | -------- |
| Dušan Epifanić       | Sportpuska, fekvő     | 585  | 62.      |
| Branislav Lončar     | Sportpuska, fekvő     | 589  | 41.      |
| Vladimir Grozdanović | Sportpuska, összetett | 1134 | 31.      |
| Slobodan Paunović    | Sportpuska, összetett | 1147 | 11.      |

## Torna
Férfi
| Versenyző                                                                        | Versenyszám      | Selejtező | Selejtező | Döntő    | Döntő    |
| Versenyző                                                                        | Versenyszám      | Pontszám  | Helyezés  | Pontszám | Helyezés |
| -------------------------------------------------------------------------------- | ---------------- | --------- | --------- | -------- | -------- |
| Damir Anić                                                                       | Talaj            | 17,60     | 75.       | kiesett  | kiesett  |
| Damir Anić                                                                       | Ugrás            | 17,90     | 75.       | kiesett  | kiesett  |
| Damir Anić                                                                       | Korlát           | 17,85     | 79.       | kiesett  | kiesett  |
| Damir Anić                                                                       | Nyújtó           | 17,80     | 75.       | kiesett  | kiesett  |
| Damir Anić                                                                       | Gyűrű            | 17,15     | 82.       | kiesett  | kiesett  |
| Damir Anić                                                                       | Lólengés         | 17,50     | 63.       | kiesett  | kiesett  |
| Damir Anić                                                                       | Egyéni összetett |           |           | 105,80   | 75.      |
| Janez Brodnik                                                                    | Talaj            | 18,05     | 46.       | kiesett  | kiesett  |
| Janez Brodnik                                                                    | Ugrás            | 18,60     | 15.       | kiesett  | kiesett  |
| Janez Brodnik                                                                    | Korlát           | 18,65     | 39.       | kiesett  | kiesett  |
| Janez Brodnik                                                                    | Nyújtó           | 18,95     | 17.       | kiesett  | kiesett  |
| Janez Brodnik                                                                    | Gyűrű            | 18,50     | 22.       | kiesett  | kiesett  |
| Janez Brodnik                                                                    | Lólengés         | 18,00     | 41.       | kiesett  | kiesett  |
| Janez Brodnik                                                                    | Egyéni összetett |           |           | 110,75   | 23.      |
| Miroslav Cerar                                                                   | Talaj            | 18,65     | 14.       | kiesett  | kiesett  |
| Miroslav Cerar                                                                   | Ugrás            | 18,60     | 15.       | kiesett  | kiesett  |
| Miroslav Cerar                                                                   | Korlát           | 19,10     | 12.       | kiesett  | kiesett  |
| Miroslav Cerar                                                                   | Nyújtó           | 18,90     | 19.       | kiesett  | kiesett  |
| Miroslav Cerar                                                                   | Gyűrű            | 18,70     | 15.       | kiesett  | kiesett  |
| Miroslav Cerar                                                                   | Lólengés         | 19,35     | 1.        | 19,325   |          |
| Miroslav Cerar                                                                   | Egyéni összetett |           |           | 113,30   | 9.       |
| Milenko Kersnić                                                                  | Talaj            | 18,30     | 34.       | kiesett  | kiesett  |
| Milenko Kersnić                                                                  | Ugrás            | 18,40     | 30.       | kiesett  | kiesett  |
| Milenko Kersnić                                                                  | Korlát           | 19,00     | 19.       | kiesett  | kiesett  |
| Milenko Kersnić                                                                  | Nyújtó           | 18,35     | 55.       | kiesett  | kiesett  |
| Milenko Kersnić                                                                  | Gyűrű            | 18,15     | 38.       | kiesett  | kiesett  |
| Milenko Kersnić                                                                  | Lólengés         | 17,65     | 53.       | kiesett  | kiesett  |
| Milenko Kersnić                                                                  | Egyéni összetett |           |           | 109,85   | 30.      |
| Martin Šrot                                                                      | Talaj            | 16,00     | 103.      | kiesett  | kiesett  |
| Martin Šrot                                                                      | Ugrás            | 18,30     | 41.       | kiesett  | kiesett  |
| Martin Šrot                                                                      | Korlát           | 17,40     | 90.       | kiesett  | kiesett  |
| Martin Šrot                                                                      | Nyújtó           | 17,45     | 90.       | kiesett  | kiesett  |
| Martin Šrot                                                                      | Gyűrű            | 18,40     | 25.       | kiesett  | kiesett  |
| Martin Šrot                                                                      | Lólengés         | 17,25     | 73.       | kiesett  | kiesett  |
| Martin Šrot                                                                      | Egyéni összetett |           |           | 104,80   | 84.*     |
| Miloš Vratič                                                                     | Talaj            | 17,65     | 71.       | kiesett  | kiesett  |
| Miloš Vratič                                                                     | Ugrás            | 18,50     | 23.       | kiesett  | kiesett  |
| Miloš Vratič                                                                     | Korlát           | 18,25     | 63.       | kiesett  | kiesett  |
| Miloš Vratič                                                                     | Nyújtó           | 18,50     | 44.       | kiesett  | kiesett  |
| Miloš Vratič                                                                     | Gyűrű            | 17,65     | 63.       | kiesett  | kiesett  |
| Miloš Vratič                                                                     | Lólengés         | 18,35     | 29.       | kiesett  | kiesett  |
| Miloš Vratič                                                                     | Egyéni összetett |           |           | 108,90   | 42.*     |
| Damir Anić Janez Brodnik Miroslav Cerar Milenko Kersnić Martin Šrot Miloš Vratič | Csapat összetett |           |           | 550,75   | 6.       |

Női
| Versenyző             | Versenyszám      | Selejtező | Selejtező | Döntő    | Döntő    |
| Versenyző             | Versenyszám      | Pontszám  | Helyezés  | Pontszám | Helyezés |
| --------------------- | ---------------- | --------- | --------- | -------- | -------- |
| Nataša Bajin-Šljepica | Talaj            | 17,90     | 49.       | kiesett  | kiesett  |
| Nataša Bajin-Šljepica | Ugrás            | 18,00     | 46.       | kiesett  | kiesett  |
| Nataša Bajin-Šljepica | Felemás korlát   | 18,20     | 31.       | kiesett  | kiesett  |
| Nataša Bajin-Šljepica | Gerenda          | 16,25     | 83.       | kiesett  | kiesett  |
| Nataša Bajin-Šljepica | Egyéni összetett |           |           | 70,35    | 54.      |

* - egy másik versenyzővel azonos eredményt ért el

## Úszás
Férfi
| Versenyző         | Versenyszám | Előfutam | Előfutam | Előfutam | Elődöntő | Elődöntő | Elődöntő | Döntő   | Döntő    |
| Versenyző         | Versenyszám | Idő      | Hely.    | Össz.    | Idő      | Hely.    | Össz.    | Idő     | Helyezés |
| ----------------- | ----------- | -------- | -------- | -------- | -------- | -------- | -------- | ------- | -------- |
| Danijel Vrhovšek  | 100 m hát   | 1:02,9   | 3.       | 10.      | 1:02,7   | 6.       | 14.      | kiesett | kiesett  |
| Slavko Kurbanović | 100 m mell  | 1:11,6   | 4.       | 25.      | kiesett  | kiesett  | kiesett  | kiesett | kiesett  |
| Slavko Kurbanović | 200 m mell  | 2:39,9   | 7.       | 21.      |          |          |          | kiesett | kiesett  |

Női
| Versenyző                                              | Versenyszám            | Előfutam | Előfutam | Előfutam | Elődöntő | Elődöntő | Elődöntő | Döntő   | Döntő    |
| Versenyző                                              | Versenyszám            | Idő      | Hely.    | Össz.    | Idő      | Hely.    | Össz.    | Idő     | Helyezés |
| ------------------------------------------------------ | ---------------------- | -------- | -------- | -------- | -------- | -------- | -------- | ------- | -------- |
| Ana Boban                                              | 100 m gyors            | 1:05,4   | 5.       | 37.*     | kiesett  | kiesett  | kiesett  | kiesett | kiesett  |
| Mirjana Šegrt                                          | 100 m gyors            | 1:03,3   | 2.       | 14.**    | 1:01,9   | 2.       | 7.       | 1:01,5  | 7.       |
| Mirjana Šegrt                                          | 200 m gyors            | 2:15,7   | 1.       | 5.*      |          |          |          | 2:13,3  | 5.       |
| Zdenka Gašparač                                        | 100 m hát              | 1:09,9   | 1.       | 4.       | 1:10,8   | 6.       | 12.*     | kiesett | kiesett  |
| Zdenka Gašparač                                        | 200 m hát              | 2:33,7   | 2.       | 6.       |          |          |          | 2:33,5  | 6.       |
| Đurđica Bjedov                                         | 100 m mell             | 1:17,7   | 1.       | 2.       | 1:17,1   | 2.       | 5.       | 1:15,8  |          |
| Đurđica Bjedov                                         | 200 m mell             | 2:50,2   | 3.       | 7.       |          |          |          | 2:46,4  |          |
| Zdenka Gašparač Đurđica Bjedov Mirjana Šegrt Ana Boban | 4 × 100 m vegyes váltó | kizárták | kizárták | kizárták |          |          |          | kiesett | kiesett  |

* - egy másik versenyzővel azonos időt ért el

** - három másik versenyzővel azonos időt ért el

## Vitorlázás
Nyílt
| Versenyző                | Versenyszám     | Futam  | Futam | Futam | Futam | Futam | Futam | Futam | Pontszám | Helyezés |
| Versenyző                | Versenyszám     | 1      | 2     | 3     | 4     | 5     | 6     | 7     | Pontszám | Helyezés |
| ------------------------ | --------------- | ------ | ----- | ----- | ----- | ----- | ----- | ----- | -------- | -------- |
| Antun Grego Simo Nikolić | Repülő hollandi | (25,0) | 23,0  | 19,0  | 8,0   | 23,0  | 13,0  | 20,0  | 106,0    | 13.      |

## Vízilabda
| Jugoszláv férfi vízilabdacsapat-játékoskeret                                                     | Jugoszláv férfi vízilabdacsapat-játékoskeret                                    |
| ------------------------------------------------------------------------------------------------ | ------------------------------------------------------------------------------- |
| - Ozren Bonačić - Dejan Dabović - Zdravko Hebel - Zoran Janković - Ronald Lopatni - Uroš Marović | - Đorđe Perišić - Miroslav Poljak - Mirko Sandić - Karlo Stipanić - Ivo Trumbić |

### Eredmények
Csoportkör
B csoport
| Csapat                          | M | Gy | D | V | G+ | G– | Gk  | P  |
| ------------------------------- | - | -- | - | - | -- | -- | --- | -- |
| Olaszország (ITA)               | 7 | 6  | 1 | 0 | 48 | 21 | +27 | 13 |
| Jugoszlávia (YUG)               | 7 | 5  | 1 | 1 | 65 | 18 | +47 | 11 |
| NDK (GDR)                       | 7 | 5  | 1 | 1 | 66 | 22 | +44 | 11 |
| Hollandia (NED)                 | 7 | 4  | 1 | 2 | 42 | 28 | +14 | 9  |
| Japán (JPN)                     | 7 | 3  | 0 | 4 | 26 | 57 | –31 | 6  |
| Mexikó (MEX)                    | 7 | 1  | 1 | 5 | 27 | 56 | –29 | 3  |
| Görögország (GRE)               | 7 | 1  | 0 | 6 | 34 | 62 | –28 | 2  |
| Egyesült Arab Köztársaság (RAU) | 7 | 0  | 1 | 6 | 21 | 65 | –44 | 1  |

| 1968. október 14. 15:00 | Jugoszlávia (YUG)    | 13 – 2 | Egyesült Arab Köztársaság (RAU) |  |
| 1968. október 14. 15:00 | (2–1, 1–0, 5–1, 5–0) |        |                                 |  |
| 1968. október 14. 15:00 | Janković 6           |        | El-Baroudi 2                    |  |

| 1968. október 16. 10:00 | NDK (GDR)            | 4 – 4 | Jugoszlávia (YUG) |  |
| 1968. október 16. 10:00 | (0–0, 1–0, 1–3, 2–1) |       |                   |  |
| 1968. október 16. 10:00 | Schlenkrich 2        |       | Sandić 2          |  |

| 1968. október 17. 15:30 | Jugoszlávia (YUG)    | 9 – 0 | Mexikó (MEX) |  |
| 1968. október 17. 15:30 | (2–0, 3–0, 1–0, 3–0) |       |              |  |
| 1968. október 17. 15:30 | Poljak 3             |       |              |  |

| 1968. október 19. 15:30 | Jugoszlávia (YUG)    | 7 – 4 | Hollandia (NED) |  |
| 1968. október 19. 15:30 | (1–1, 2–1, 3–1, 1–1) |       |                 |  |
| 1968. október 19. 15:30 | Poljak, Sandić 2     |       | der Voet 4      |  |

| 1968. október 20. 15:30 | Olaszország (ITA)    | 5 – 4 | Jugoszlávia (YUG) |  |
| 1968. október 20. 15:30 | (1–1, 2–2, 2–0, 0–1) |       |                   |  |
| 1968. október 20. 15:30 | Pizzo 4              |       | Marović 2         |  |

| 1968. október 21. 10:00 | Jugoszlávia (YUG)    | 11 – 1 | Görögország (GRE) |  |
| 1968. október 21. 10:00 | (3–0, 4–0, 1–1, 3–0) |        |                   |  |
| 1968. október 21. 10:00 | Trumbić 4            |        | Paliósz 1         |  |

| 1968. október 22. 15:30 | Jugoszlávia (YUG)    | 17 – 2 | Japán (JPN)        |  |
| 1968. október 22. 15:30 | (6–1, 2–1, 5–0, 4–0) |        |                    |  |
| 1968. október 22. 15:30 | Janković 9           |        | Nakano, Takeucsi 1 |  |

Elődöntő
| 1968. október 24. 15:00 | Jugoszlávia (YUG)    | 8 – 6 | Magyarország (HUN) |  |
| 1968. október 24. 15:00 | (1–0, 1–3, 2–2, 4–1) |       |                    |  |
| 1968. október 24. 15:00 | Janković 3           |       | három játékos 2    |  |

Döntő
| 1968. október 26. 17:00 | Jugoszlávia (YUG)              | 13 – 11 (h. u.) | Szovjetunió (URS) |  |
| 1968. október 26. 17:00 | (2–3, 3–2, 3–1, 3–5, 2–0, 0–0) |                 |                   |  |
| 1968. október 26. 17:00 | Marović 5                      |                 | Barkalov 7        |  |

| Csapat            | Helyezés |
| ----------------- | -------- |
| Jugoszlávia (YUG) |          |